# Équipe du Panama des moins de 20 ans de football
Maillots
L'équipe du Panama de football des moins de 20ans est une sélection des meilleurs jeunes joueurs panaméens placée sous l'égide de la Fédération du Panama de football.

## Histoire
L’équipe du Panama, c’est de nouveau  qualifié pour le mondial U20, sans jamais être parvenus à remporter le championnat continental, ils joueront leur 7e fois les phases finales de la coupe du monde.

## Résultats

### Coupe du monde U20
- 1977 a 1983 : Aucune participation
- 1985 : Non qualifié
- 1987 : Non qualifié
- 1989 : Non qualifié
- 1991 : Aucune participation
- 1993 : Aucune participation
- 1995 : Aucune participation
- 1997 : Non qualifié
- 1999 : Non qualifié
- 2001 : Non qualifié
- 2003 : Phase de groupe
- 2005 : Phase de groupe
- 2007 : Phase de groupe
- 2009 : Non qualifié
- 2011 : Phase de groupe
- 2013 : Non qualifié
- 2015 : Phase de groupe
- 2017 : Non qualifié
- 2019 : 16e de finale
- 2023 : Non qualifié
- 2025 : Qualifié

### Championnat d'Amérique du Nord, centrale et Caraïbe de football des moins de 20 ans (1962-1997)
- 1962 : Premier tour
- 1964 : Premier tour
- 1970 : Aucune participation
- 1973 : Aucune participation
- 1974 : Aucune participation
- 1976 : Aucune participation
- 1978 : Aucune participation
- 1980 : Aucune participation
- 1982 : Aucune participation
- 1984 : Premier tour
- 1986 : Premier tour
- 1988 : Premier tour
- 1990 : Aucune participation
- 1992 : Aucune participation
- 1994 : 2e Tour
- 1996 : Aucune participation

### Tournoi de qualification pour la Coupe du monde des moins de 20 ans (1998-2007)
- 1998 : 2e Tour
- 2001 : Demi-Finale tournoi des qualifications
- 2003 : 1er groupe A
- 2005 : 2e groupe A
- 2007 : 2e groupe A

### Championnat de la CONCACAF des moins de 20 ans (depuis 2009)
- 2009 : Playoffs des qualification
- 2011 : Demi-Finale
- 2013 : Quart de final
- 2015 : Finalistes
- 2017 : Étape des classements
- 2018 : Demi-Finale
- 2020 : Annulé[2]
- 2022 : 16e de finale
- 2024 : Demi-finale